# Ilmarë (satélite)
Ilmarë, oficialmente llamado (174567) Varda I Ilmarë, es el único satélite natural conocido del objeto transneptuniano Varda. Ilmarë es el cuarto satélite conocido con más radio del cinturón de Kuiper, detrás de Caronte (606 ± 3 km), Disnomia (342 ± 25 km) y Vanth (190 ± 50 km).

## Descubrimiento
Ilmarë fue descubierto el 26 de abril de 2009 por Keith S. Noll gracias a observaciones con el telescopio espacial Hubble.

## Características físicas
Ilmarë posee un radio de 163 (+19/-17) km asumiendo que ambos cuerpos (Varda) tienen igual albedo y son esferas. Debido a que el radio del satélite es el 45,15% del radio de Varda, se puede considerar como un asteroide binario. La masa del satélite se puede estimar en 2,249×1019 kg, si se supone que tanto el satélite como Varda tienen la misma densidad. La intensidad del campo gravitatorio es de 0,05444 m/s². Si se compara con la Tierra, un objeto lanzado verticalmente hacia arriba con velocidad inicial 10 m/s, demorará 2.04 s en volver al suelo. En cambio en el satélite el objeto tardará un tiempo de 367,38 s (6,123 min).

## Característica orbital
El semieje mayor de la órbita del satélite es de 4809 ± 39 km. La excentricidad es de 0.0215 ± 0.0080, es decir que tiene una órbita similar a la de la Tierra respecto al Sol (0,016).